# Dwight Lewis
Dwight Alexis Lewis Padron, (Maiquetía, 7 de outubro de 1987) é um basquetebolista venezuelano que atualmente joga pelo Trotamundos de Carabobo disputando a Liga Profesional de Baloncesto de Venezuela. O atleta possui 1,97m e atua na posição Ala-armador. Defendendo a Seleção Venezuelana, participou da inédita conquista da Copa América de 2015 na Cidade do México que credenciou a Venezuela ao Torneio Olímpico nos Jogos Olímpicos de Verão de 2016.